# Jochen Cerny
Jochen Cerny, auch Černý oder Czerny, (* 23. Januar 1934 in Berlin-Kreuzberg; † 13. Mai 2018 in Berlin) war ein deutscher Historiker. Cerny war Mitbegründer der Historischen Kommission der PDS und der Partei Die Linke.

## Leben
Cerny war der Sohn des kommunistischen Politikers und Widerstandskämpfers Franz Cerny. Als Angehöriger der Strafdivision 999 erlebte sein Vater den Zweiten Weltkrieg in Griechenland. Ein geplanter Übertritt mit mehreren Kameraden zu den griechischen Partisanen wurde verraten und Franz Cerny als Hauptverantwortlicher am 19. Juli 1943 hingerichtet.
1945 lebte Cerny mit seiner Mutter in Prag, beide gingen 1948 zurück nach Deutschland. Bereits ein Jahr später, mit 15 Jahren, trat er in die SED ein. Nach einem Geschichtsstudium wurde er zunächst als Kader in das neuerrichtete Eisenhüttenkombinat Ost versetzt und später an das Institut für Gesellschaftswissenschaften beim Zentralkomitee der SED. Dort begann er erste Arbeiten an seiner Dissertation über den Aufbau des Eisenhüttenkombinats. Es kam zu Differenzen mit dem Gutachter seiner Arbeit in deren Folge Cerny als Arbeiter an das Eisenhüttenkombinat zurückversetzt wurde.
1967 bewarb er sich an die Friedrich-Schiller-Universität in Jena und promovierte dort 1971 mit der Dissertation Der Aufbau des Eisenhüttenkombinats Ost 1950/51 zum Dr. phil. Anschließend wurde er Mitarbeiter am Zentralinstitut für Geschichte bei der Akademie der Wissenschaften der DDR. Nach der Deutschen Wiedervereinigung war Cerny Gründungsmitglied des Berliner Vereins Helle Panke und Mitbegründer der Historischen Kommission der PDS.
Jochen Cerny starb am 13. Mai 2018 im Alter von 84 Jahren in Berlin. Er wurde auf dem Friedhof Pankow III bestattet. Cerny war Autor zahlreicher Fachveröffentlichungen, unter anderem über den Aufstand vom 17. Juni 1953, den Ungarischen Volksaufstand 1956 und das Neue Ökonomische System der Planung und Leitung der 60er Jahre, aber auch über die Freie Republik Schwarzenberg. Cerny war erster Herausgeber des biografischen Lexikons Wer war wer in der DDR? Sein schriftlicher Nachlass mit einer Laufzeit von 1934 bis 2013 befindet sich im Bundesarchiv.

## Veröffentlichungen (Auswahl)

### Autor
- Der Aufbau des Eisenhüttenkombinats Ost 1950/51. (Dissertationsschrift), Jena 1971.
- EKO. Eisen für die Republik. (Illustrierte historische Hefte: Heft 34), Deutscher Verlag der Wissenschaften, Berlin 1984, DNB 204829917.
- Restbourgeoisie und Staatskapitalismus in der DDR. Trafo-Verlag, Berlin 1996, ISBN 978-3-930412-98-3.
- Der 17. Juni 1953. mit Jörg Roesler, VSA, Hamburg 2003, ISBN 978-3-89965-905-4.

### Herausgeber
- Brüche, Krisen, Wendepunkte. Neubefragung von DDR-Geschichte. Urania-Verlag, Leipzig / Jena / Berlin 1990, ISBN 978-3-332-00373-4.
- Wer war wer – DDR. Ein biographisches Lexikon. Links, Berlin 1992, ISBN 978-3-86153-042-8.
- 17. Juni 1953. Forscher- und Diskussionskreis DDR-Geschichte. Gesellschaftswissenschaftliches Forum, Berlin 1993.
- Ansichten zur Geschichte der DDR. Band 5, Kirchner, Eggersdorf 1995, ISBN 978-3-930344-04-8.
- Republik im Niemandsland. Ein Schwarzenberg-Lesebuch. Rosa-Luxemburg-Stiftung, Leipzig 1997, ISBN 978-3-932725-09-8.